# Franz J. Müller
 (décembre 2021).
Si vous disposez d'ouvrages ou d'articles de référence ou si vous connaissez des sites web de qualité traitant du thème abordé ici, merci de compléter l'article en donnant les références utiles à sa vérifiabilité et en les liant à la section « Notes et références ».
Pour les articles homonymes, voir Müller.
Franz Josef Müller (né le 8 septembre 1924 à Ulm, mort le 31 mars 2015 à Munich) est un résistant allemand au nazisme, membre de La Rose blanche.

## Biographie
Franz J. Müller collecte de l'argent pour des timbres et des enveloppes, dans lesquels des tracts de la Rose blanche sont envoyés, et participe à la distribution des lettres. Il se réunit à cette fin dans le buffet de l'orgue de la Martin-Luther-Kirche d'Ulm Hans Hirzel, le fils de l'ancien pasteur. Avec Hans Hirzel, il plie, adresse et envoie 1 000 exemplaires de la cinquième brochure de la Rose blanche. Müller est incorporé en février 1943 dans la Wehrmacht en France dans le cadre du service militaire.
La Gestapo l'arrête en mars 1943. Un autre membre de la Rose blanche a donné son nom sous la torture. Le 19 avril 1943, dans le palais de justice de Munich, le deuxième procès du Volksgerichtshof contre les membres de la Rose blanche, présidé par le président Roland Freisler, commence. Müller est condamné à cinq ans de prison. On ignore les raisons pour lesquelles Susanne Hirzel, Hans Hirzel et Franz J. Müller n'ont pas été condamnés à mort, alors que les autres membres sont condamnés à mort. Müller supposera que le racisme de Freisler aurait joué un rôle, tous trois étant blonds et aux yeux bleus. Freisler a crié : « Vous avez une belle apparence raciale, comment pouvez-vous alors être contre le Führer ? » À la fin du Troisième Reich, Müller est libéré.
Au lieu d'émigrer aux États-Unis comme prévu en 1947, le maire d'Ulm, Robert Scholl, le père de Hans et Sophie Scholl, le persuade de rester en Allemagne. Franz J. Müller étudie le droit à Tübingen, Bâle et Fribourg-en-Brisgau. Il s'implique professionnellement dans le traitement judiciaire du national-socialisme. En 1986, des membres et des proches de membres de La Rose blanche exécutés à Munich, il crée la Fondation La Rose blanche, qui a pour objectif de transmettre l'héritage intellectuel de La Rose blanche. À partir du début des années 1970, Müller intervient régulièrement en tant que témoin devant les classes pour rendre compte de sa vie et de La Rose blanche. Il s'implique dans la création du Ulmer DenkStätte Weiße Rose.
Müller reçoit notamment les médailles de München leuchtet et du mémorial de Yad Vashem.